# Marmosa dels chachapoyas
La marmosa dels chachapoyas (Marmosa chapapoya) és una espècie de mamífer didelfimorf de la família dels didèlfids que viu als Andes peruans.

## Morfologia
L'holotip de M. chachapoya, un mascle jove adult, tenia una llargada de cap a gropa de 10,7 cm, la cua de 16 cm i un pes de 21 g. Les potes posteriors fan 2 cm i les orelles 1,8 cm. El musell destaca per la seva estretor. El pelatge dorsal és marró taronjós i un xic més viu que els pèls de la part de dalt del cap. Manca de banda fosca al centre de l'esquena. La màscara fosca entorn dels ulls no arriba fins a la base de les orelles. El pelatge dels flancs és de color crema. La part superior de les potes és coberta de pèls de color groc clar. L'escrot és blau fosc. La cua és coberta de pèls llargs i la pell que hi ha a sota és uniformement marró i coberta d'escates disposades generalment en forma d'espirall i més rarament en fileres que formen anells.

## Hàbitat
La localitat tipus de Marmosa chachapoya és a la regió andina nord-oriental, al Perú, en un bosc montà situat a 2.660 msnm. Els arbres fan entre 20 i 30 metres d'alçada i hi ha una espessa cobertura d'herba i matolls. 

## Sistemàtica
Marmosa chachapoya fou descrita a mitjans del 2025 a partir d'un sol espècimen trobat al departament peruà de San Martín i anomenada en honor dels chachapoyas, un poble andí de la prehistòria. Forma el subgènere Stegomarmosa juntament amb M. andersoni i M. lepida.